# منطقه ۲۸ (قطر)
منطقه ۲۸ یک منطقهٔ مسکونی در قطر است که در دوحه (شهرداری) واقع شده‌است. منطقه ۲۸ ۰٫۹ کیلومتر مربع مساحت و ۱٬۷۳۱ نفر جمعیت دارد.